# Sierra Llano Grande
Sierra Llano Grande är en ort i Mexiko.   Den ligger i kommunen Santa Lucía Miahuatlán och delstaten Oaxaca, i den sydöstra delen av landet, 400 km sydost om huvudstaden Mexico City. Sierra Llano Grande ligger 2 295 meter över havet och antalet invånare är 189.
Terrängen runt Sierra Llano Grande är kuperad åt nordost, men åt sydväst är den bergig. Sierra Llano Grande ligger uppe på en höjd. Runt Sierra Llano Grande är det glesbefolkat, med 16 invånare per kvadratkilometer. Närmaste större samhälle är Miahuatlán de Porfirio Díaz, 15,8 km norr om Sierra Llano Grande. I omgivningarna runt Sierra Llano Grande växer huvudsakligen savannskog.